# 希羅多·毛茲

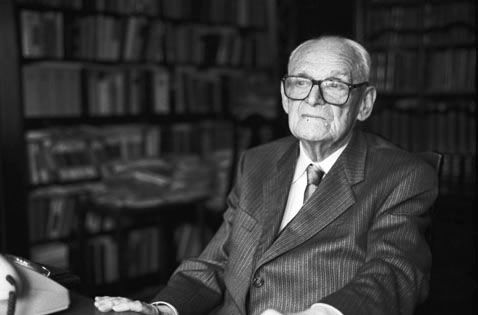
1991年毛茲於巴伐利亞住家肖像

希羅多·毛茲（德語：Theodor Maunz，1901年9月1日—1993年9月10日）是德國法學家與政治人物(CSU)。他撰寫的Maunz-Dürig是重要的基本法註釋書。毛茲從1957年到1964年擔任巴伐利亞文化部長，在遭披露他於納粹德國時代的過往後辭去部長職務。但直到過世，仍持續以匿名在極右派雜誌國家時代報上發表文章。

## 生平

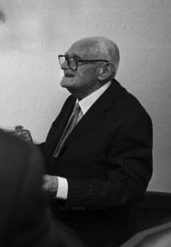
1991年毛茲90歲生日

毛茲在1927年完成法律學業後，擔任巴伐利亞政府的行政法律師。1932年取得大學教職後，毛茲在慕尼黑大學執教德意志帝國與地區國家法及行政法。1933年纳粹党掌权後，他加入納粹黨與衝鋒隊。並於1934年，改執教憲法、行政法與政治學。
1935年起毛茲執教於弗萊堡大學，直到1945年結束都鍾情於研究納粹國家下的警察地位。與卡爾·施米特、卡爾·拉倫茨、奧圖•柯爾羅伊特、赫爾伯特•克魯格與恩斯特•福斯多夫等人相同，其學術成就在納粹時代下均獲得肯定。
在此脈絡下，必須提及基爾學派，時際卡爾·艾克哈德組織大學教師，在基爾灣畔與納粹法學者共同討論國家法的革新，並在一年後出版新雜誌「德國法學(Deutsche Rechtswissenschaft)」。除在基爾的法律學者外，毛茲也從弗萊堡參與其中。
戰後在1948年，毛茲參與在南巴登舉行的海倫基姆制憲會議。此後，從1952年到退休為止，毛茲均擔任慕尼黑大學公法教授，尤其專攻德國與巴伐利亞國家與行政法學，並藉由出版的著作奠定在西德的國家法權威地位。在1958年，與根特·杜立希共同撰寫最有名的基本法註釋書之一。
1957年到1964年，作為巴伐利亞拜仁基督教社會聯盟的黨員，擔任巴伐利亞文化部長一職，直到1964年7月10日因自己在1945年前的作為漸受矚目而宣布退休。他在1945年前的著作主要由當時43歲的女性巴伐利亞邦議員希爾德加德·哈姆·布呂歇爾所整理揭發。
直到去世後國家時代報出現一篇感謝毛茲的文章，顯示他不僅冒著違反基本法第18條剝奪基本權的風險，在1960年代對德國人民聯盟主席傑哈德·弗雷提供法律意見，甚至長期為該報撰寫文章。

## 榮譽
- 1981 巴伐利亞馬克西米蘭科學與藝術獎章

## 註腳
1. ↑  Ernst Klee,  2, Frankfurt am Main: Fischer-Taschenbuch-Verlag: 395, 2005, ISBN 978-3-596-16048-8
2. ↑  Der Spiegel. . Der Spiegel. Jul 22, 1964, (30): 32–33.